# Nakaa Islet
Nakaa Islet är en holme i Kiribati.   Den ligger i örådet Makin och ögruppen Gilbertöarna, i den norra delen av landet, 230 km norr om huvudstaden Tarawa. Nakaa Islet ligger 7 meter över havet.